# Alfonso Pisano
Pour les articles homonymes, voir Pisano.
Alfonso Pisano, né à Tolède en 1528 et décédé à Kalisz en 1598, est un jésuite espagnol théologien, polémiste ayant vécu l'essentiel de sa vie de jésuite en Europe centrale (Allemagne, Autriche, Pologne, qui n’existaient pourtant pas encore).

## Biographie
Alfonso Pisano est issu d'une famille juive convertie au catholicisme. Du fait de son status de converso et de l'existence d'un interdit pour toute personne d'origine Morisque ou juive d'entrer dans les Ordres en Espagne, il se rend en Italie (comme durent le faire à la même époque Ignacio de las Casas ou Diego de Guzmán) en 1552 pour être reçu, selon son désir, dans la Compagnie de Jésus. Après un doctorat en théologie il est envoyé en Bavière comme professeur aux collèges jésuites d'Ingolstadt et de Dillingen. Sa réputation de bon théologien fait qu'il est recruté comme conseiller théologique par Diogo de Paiva de Andrade, expert théologien au Concile de Trente. Par la suite, il est nommé professeur dans différents collèges en Autriche, an Moravie et à partir de 1575 en Pologne.
En tant que théologien et polémiste de talent, Alfonso Pisano s'implique dans les nombreuses controverses théologiques du moment. Ses ouvrages comportent d'importantes réfutations du protestantisme en général et de théologiens comme Martin Chemnitz, Gonesius, Marcin Czechowicz ou Jakub Niemojewski en particulier. Il fait aussi œuvre d'historien de la théologie avec ses travaux et d'éditions critiques sur les Conciles des premiers siècles. Grâce aux presses des collèges de Poznań et de Kalisz il publie ses ouvrages. 